# Hiroki Waki
Hiroki Waki (脇 裕基 Waki Hiroki?), född 20 februari 1993 i Osaka prefektur, är en japansk fotbollsspelare.
Waki började sin karriär 2015 i Amitie SC Kyoto. 2016 flyttade han till Fujieda MYFC. Han gick tillbaka till Amitie SC Kyoto (Ococias Kyoto AC) 2017.